# نورفيل لي
نورفيل لي (بالإنجليزية: Norvel Lee)‏ (22 سبتمبر 1924 – 19 أغسطس 1992) هو ملاكم أمريكي راحل، مثّل بلاده في الألعاب الأولمبية الصيفية 1952 وحقق الميدالية الذهبية في فئة الوزن الثقيل الخفيف.

## روابط خارجية
نورفيل لي على موقع بوكس ريك (الإنجليزية) (registration required)
- نورفيل لي على موقع أوليمبيديا (الإنجليزية)